# Endobasidium clandestinum
Endobasidium clandestinum är en svampart som beskrevs av Speschnew 1901. Endobasidium clandestinum ingår i släktet Endobasidium och familjen Exobasidiaceae.   Inga underarter finns listade i Catalogue of Life.